# Cathédrale des Quarante-Martyrs d'Alep
Cette  cathédrale ne doit pas être confondue avec une autre cathédrale d'Alep.
 D’autres cathédrales portent le nom de cathédrale des Quarante-Martyrs.
La cathédrale des Quarante-Martyrs (en arménien : Սրբոց Քառասնից Մանկանց Մայր Եկեղեցի ; en arabe : كنيسة الأربعين شهيدا) est une cathédrale d'Alep dans le nord de la Syrie, appartenant à l'Église apostolique arménienne. Datant du XVe siècle, elle se trouve dans le vieux quartier chrétien de la ville à Jdeïdé. C'est l'une des plus anciennes de la diaspora arménienne et de la vieille ville d'Alep. Elle est dédiée aux quarante martyrs de Sébaste.

## Historique
L'église arménienne des Quarante-Martyrs a été mentionnée pour la première fois en 1476 dans la seconde édition du livre intitulé Les Exploits de la Sainte Bible, ouvrage écrit par le Père Melikseth d'Alep. Cette église est alors érigée pour remplacer une petite chapelle du cimetière arménien. Elle est consacrée aux quarante martyrs de Sébaste. En 1499-1500, l'église, qui ne pouvait contenir qu'une centaine de fidèles, est agrandie. La communauté construit également la prélature de Béria en face de l'église, grâce aux dons de Reyis Baron Yesayi. L'église dans les années suivantes devient le siège temporaire du catholicossat arménien de Cilicie.
En 1579, le cimetière est fermé et seuls les clercs et les prélats peuvent se faire enterrer dans le parvis de l'église. L'édifice est rénové en 1616 grâce aux fonds de Khoja Bedig Chelebi et à la supervision de son frère Khoja Sanos Chelebi. L'église rouvre en présence du catholicos Hovhannes IV d'Aintab (Hovhannes IV Aintabtsi) et de l'évêque Katchatour Karkaretsi.
En 1624, comme la communauté arménienne permanente avec les visiteurs et les pèlerins est plus importante, l'on construit tout un ensemble de bâtiments autour de l'église appelé Hokedoun (maison spirituelle). Cet ensemble sert alors d'hôtellerie, avec vingt-trois chambres, pour les pèlerins en chemin vers Jérusalem. L'Hokedoun est bâtie grâce aux dons de Khoja Gharibjan.
L'explorateur italien Pietro Della Valle, qui visite Alep en 1625, décrit l'église comme l'une des quatre construites les unes à côté des autres sur un seul terrain ouvert par une porte, dans le nouveau quartier de Jdeïdé destiné à loger les chrétiens. Les trois autres églises sont l'église grecque-orthodoxe de la Dormition-de-la-Vierge, l'église arménienne de la Sainte-Mère-de-Dieu (aujourd'hui le musée Zahérian) et l'ancienne église maronite Saint-Élie (reconstruite en 1873).
Aujourd'hui la cathédrale possède trois autels, un étage supérieur construit en 1874 et des fonts baptismaux placés en 1888.
Ce n'est qu'en 1912 qu'est construit le clocher grâce aux fonds du philanthrope syro-arménien Rizkallah Tahhan, établi au Brésil. Pendant la seconde moitié du XXe siècle, l'intérieur de la cathédrale a connu des restaurations importantes. Les frères Keledjian, originaires d'Alep, ont financé un monument khatchkar à l'entrée de la cathédrale en commémoration du génocide arménien qui a été inauguré le 28 mai 1991. Le 26 avril 2000, la communauté arménienne d'Alep a célébré le 500e anniversaire du premier agrandissement de l'église, sous le patronage de S.S. Aram Ier, sous l'épiscopat de Mgr Souren Kataroyan.
L'église subit quelques dommages partiels en avril 2015 pendant une attaque islamiste de la bataille d'Alep. Après la fin des combats en décembre 2016, des travaux de rénovation commencèrent en juillet 2017 et furent terminés en juillet 2019.

## Illustrations

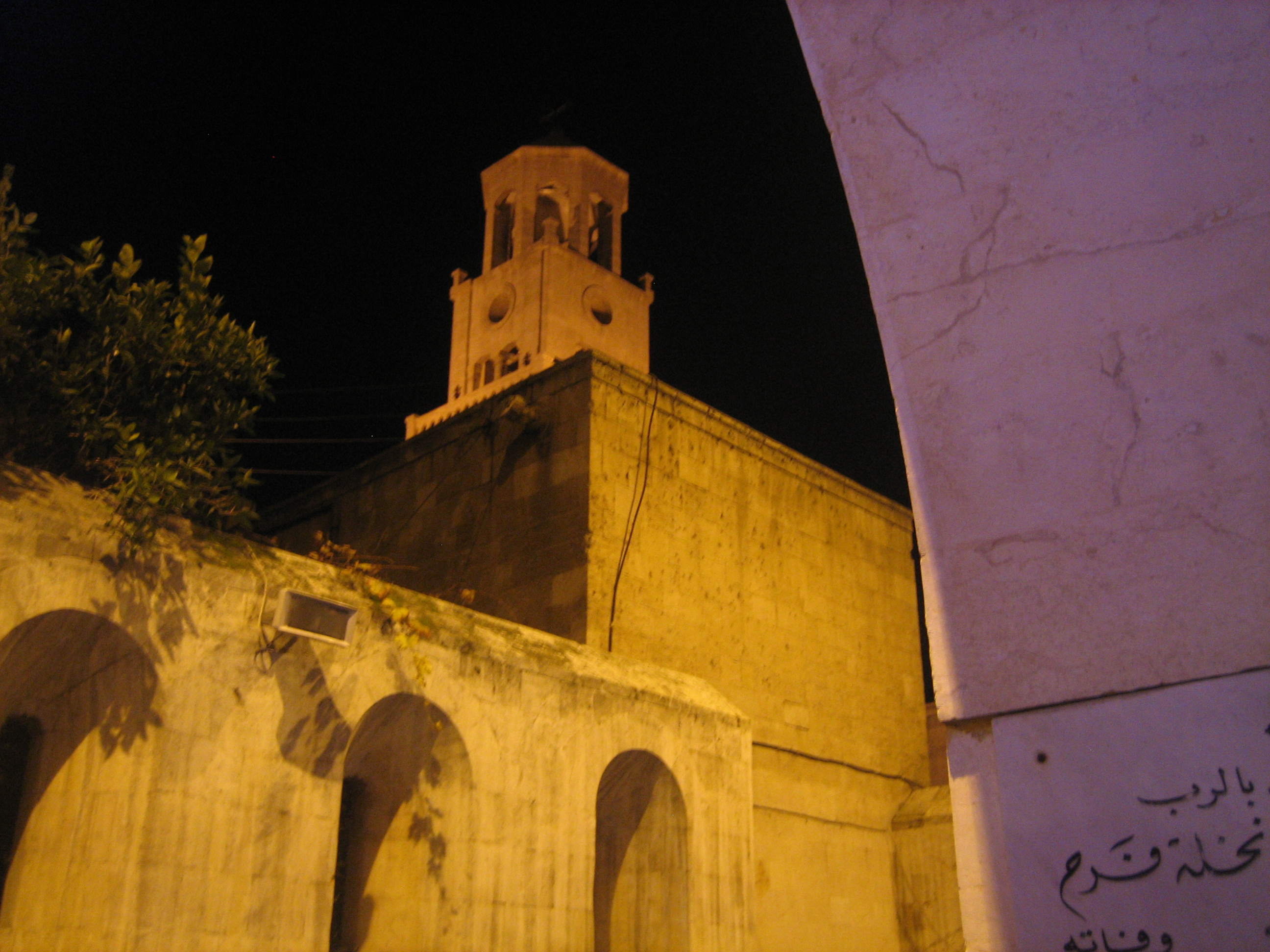
Le clocher de nuit
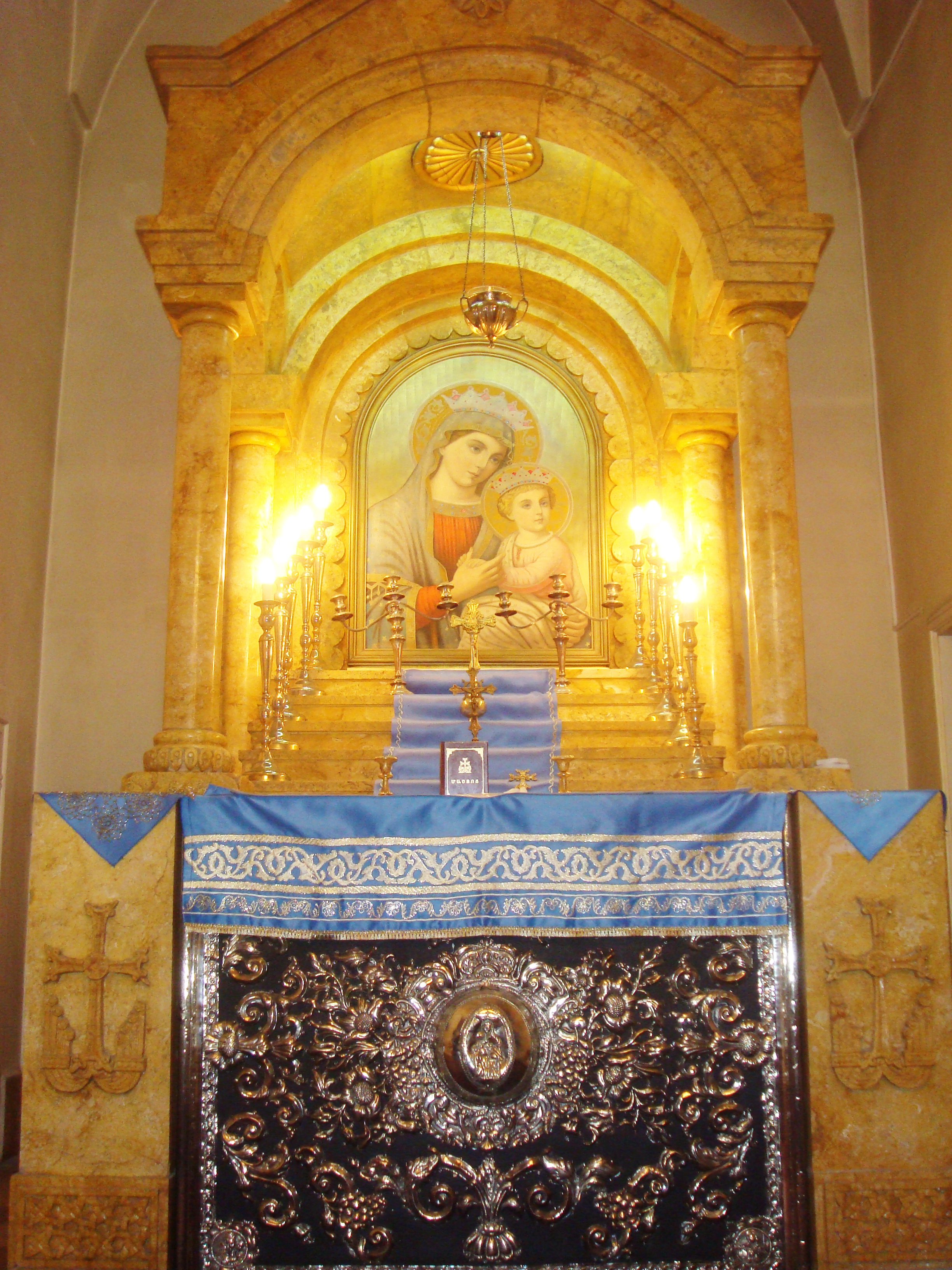
L'autel du côté nord
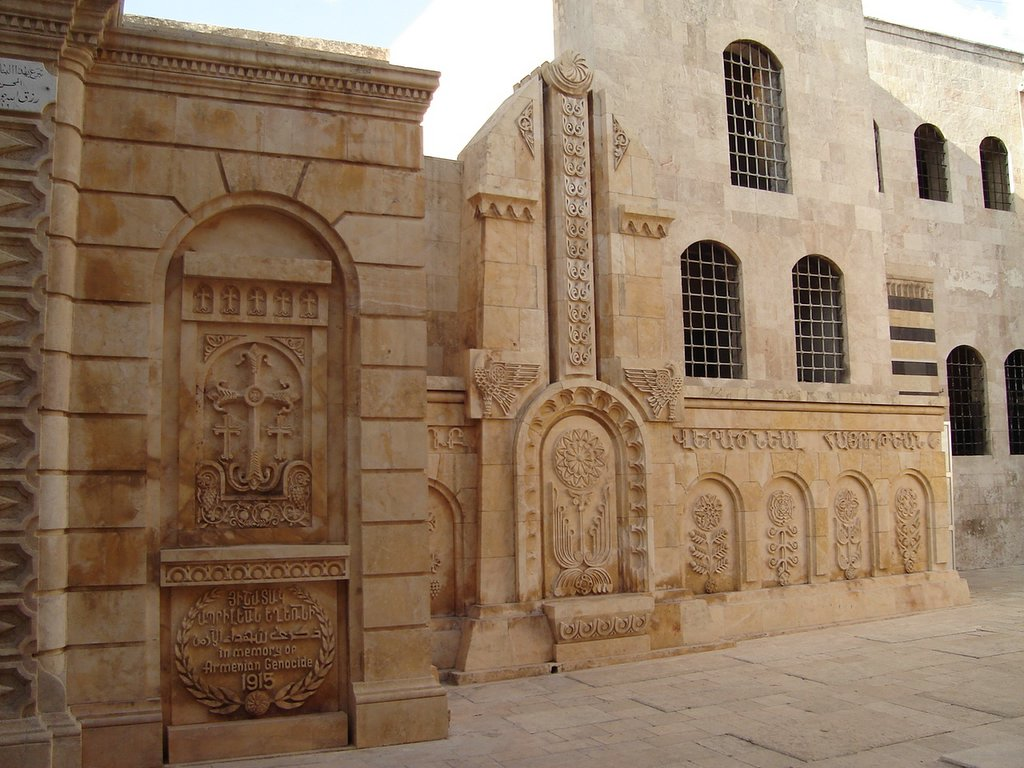
Le monument commémoratif du génocide arménien dans la cour de la cathédrale
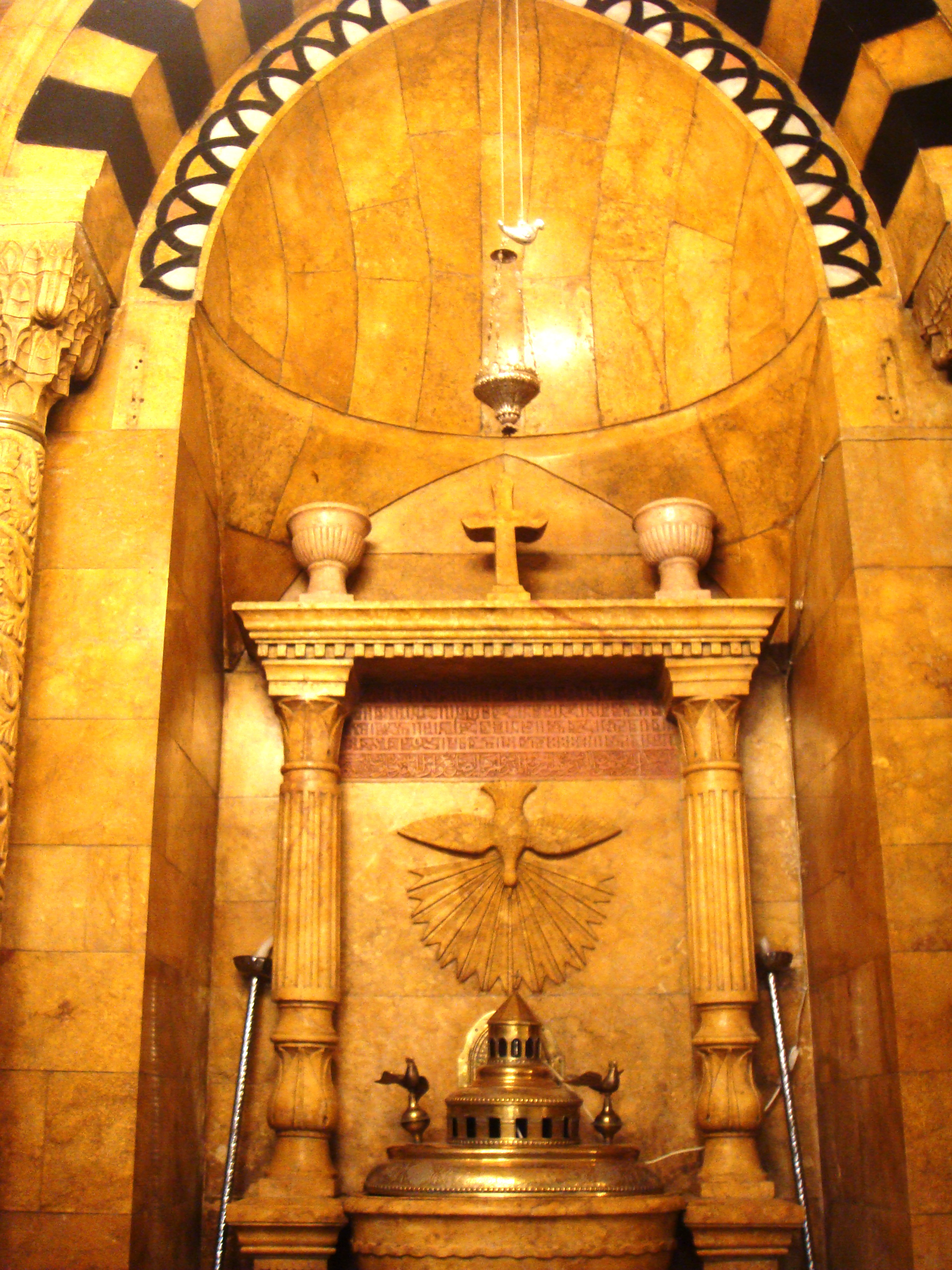
Les fonts baptismaux
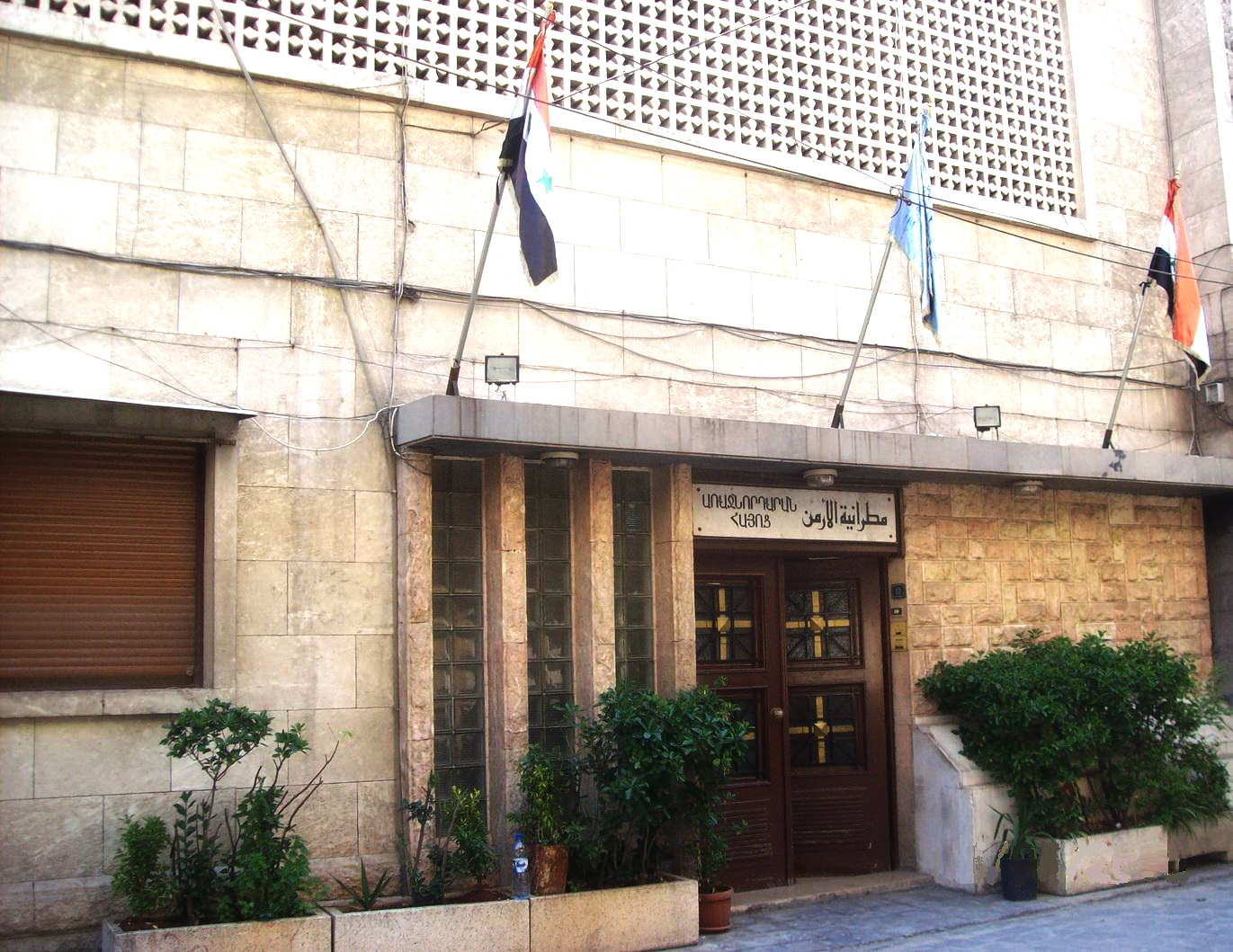
La prélature arménienne en face de la cathédrale